# Берёза (Гомельская область)
Берёза (бел. Бяроза) — упразднённый в 2011 году посёлок в Речицкого района Гомельской области Белоруссии.
На момент упразднения входил в состав Заспенского сельсовета.

## История
До 31 октября 2006 года в составе Свиридовичского сельсовете.
12 августа 2011 года посёлок Берёза упразднён.